# Anomala rufina
Anomala rufina är en skalbaggsart som beskrevs av Ohaus 1919. Anomala rufina ingår i släktet Anomala och familjen Rutelidae. Inga underarter finns listade i Catalogue of Life.